# Ecuación de Reynolds

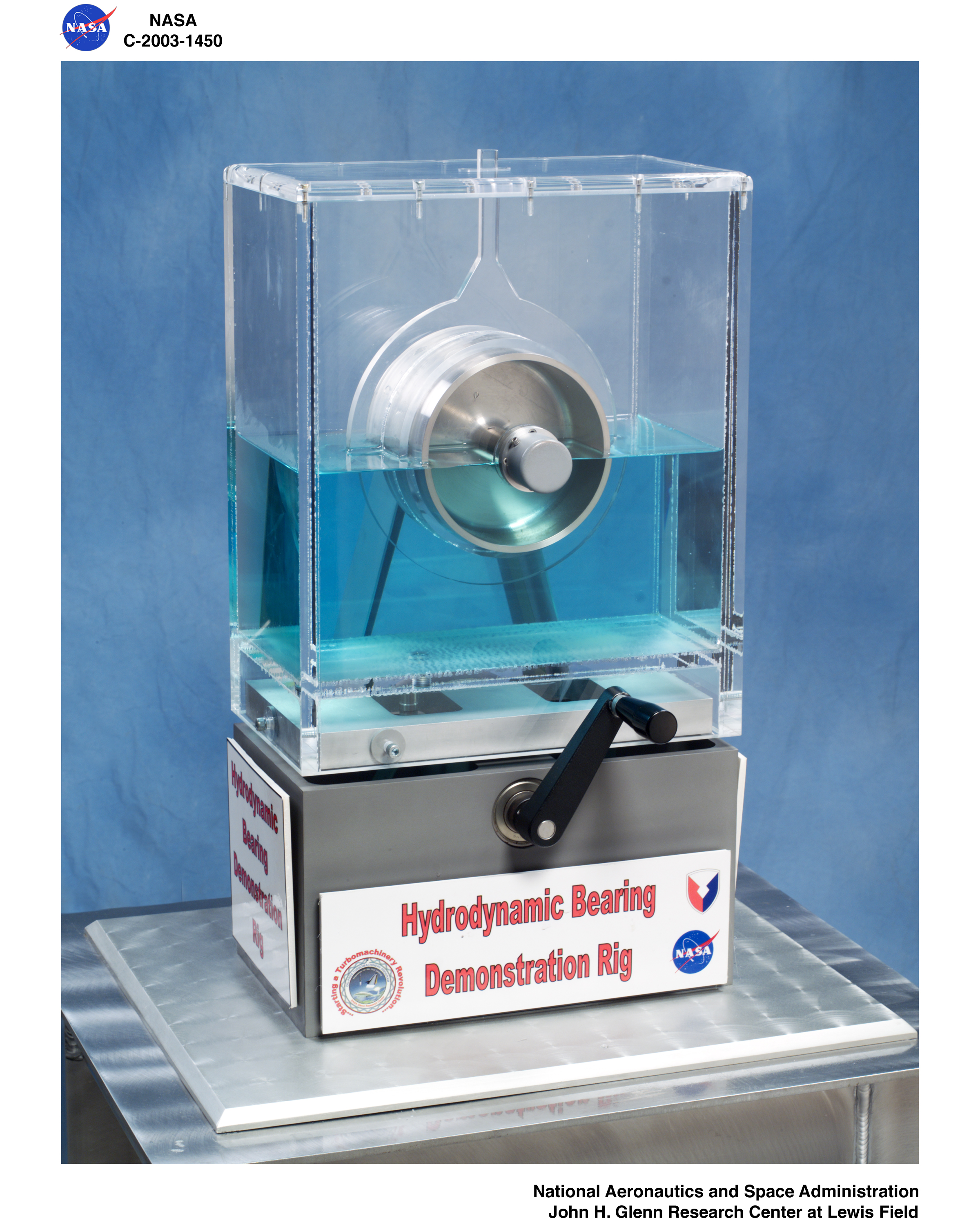
Plataforma de demostración de cojinetes hidrodinámicos. Esta demostración consiste en un cojinete de acrílico transparente accionado a mano con un flujo de agua que representa el aire. A medida que gira el eje, se forma una película de fluido entre las superficies deslizantes. Cuanto más rápido gire el eje, más carga podrá soportar cuando se presione hacia abajo el brazo de torsión situado en la parte superior de la vitrina

En la teoría de la lubricación, la ecuación de Reynolds es una ecuación diferencial parcial que rige la distribución de presión en películas delgadas de un fluido viscoso. No debe confundirse con otros conceptos homónimos que deben su nombre al ingeniero y físico británico Osborne Reynolds (1842-1912), como el número de Reynolds y las ecuaciones de Navier-Stokes promediadas por Reynolds. Deducida por primera vez en 1886, la ecuación clásica de Reynolds se puede utilizar para describir la distribución de presión en casi cualquier tipo de cojinete de fluido, en el que los cuerpos en movimiento están completamente separados por una fina capa de líquido o gas.

## Uso general
La ecuación general de Reynolds es:
{\displaystyle {\frac {\partial }{\partial x}}\left({\frac {\rho h^{3}}{12\mu }}{\frac {\partial p}{\partial x}}\right)+{\frac {\partial }{\partial y}}\left({\frac {\rho h^{3}}{12\mu }}{\frac {\partial p}{\partial y}}\right)={\frac {\partial }{\partial x}}\left({\frac {\rho h\left(u_{a}+u_{b}\right)}{2}}\right)+{\frac {\partial }{\partial y}}\left({\frac {\rho h\left(v_{a}+v_{b}\right)}{2}}\right)+\rho \left(w_{a}-w_{b}\right)-\rho u_{a}{\frac {\partial h}{\partial x}}-\rho v_{a}{\frac {\partial h}{\partial y}}+h{\frac {\partial \rho }{\partial t}}}
Donde:
- {\displaystyle p} es la presión de la película de fluido
- {\displaystyle x} e {\displaystyle y} son las coordenadas de ancho y largo de la trayectoria
- {\displaystyle z} es la coordenada del espesor de la película de fluido
- {\displaystyle h} es el espesor de la película fluida
- {\displaystyle \mu } es la viscosidad del fluido
- {\displaystyle \rho } es la densidad del fluido
- {\displaystyle u,v,w} son las velocidades del cuerpo límite en {\displaystyle x,y,z} respectivamente
- {\displaystyle a,b} son subíndices que indican los cuerpos delimitadores superior e inferior respectivamente

La ecuación puede usarse con unidades consistentes o adimensionales.
La ecuación de Reynolds parte de los supuestos siguientes:
- El fluido es newtoniano
- Las fuerzas viscosas de los fluidos dominan sobre sus fuerzas de inercia (el principio del número de Reynolds)
- Las fuerzas del cuerpo fluido son despreciables
- La variación de presión a través de la película de fluido es insignificantemente pequeña (es decir, {\displaystyle {\frac {\partial p}{\partial z}}=0})
- El espesor de la película de fluido es mucho menor que el ancho y el largo y, por lo tanto, los efectos de la curvatura son insignificantes (es decir, {\displaystyle h\ll l} y {\displaystyle h\ll w}).

Para algunas geometrías de cojinetes simples y condiciones de contorno, la ecuación de Reynolds se puede resolver analíticamente. Sin embargo, a menudo, la ecuación debe resolverse numéricamente. Con frecuencia, esto implica discretizar el dominio geométrico y luego aplicar una técnica finita, a menudo de diferencias finitas, volúmenes finitos o elementos finitos.

## Deducción de la fórmula de Navier-Stokes
Se puede encontrar una deducción completa de la ecuación de Reynolds a partir de la ecuación de Navier-Stokes en numerosos libros de texto sobre lubricación.

## Solución de la Ecuación de Reynolds
En general, la ecuación de Reynolds debe resolverse utilizando métodos numéricos como diferencias finitas o elementos finitos. En ciertos casos simplificados, sin embargo, se pueden obtener soluciones analíticas o aproximadas.
Para el caso de una esfera rígida en geometría plana, caso de estado estacionario y condición límite de cavitación media de Sommerfeld, la ecuación de Reynolds 2-D se puede resolver analíticamente. Esta solución fue propuesta por el ganador del Premio Nobel Piotr Kapitsa. Se demostró que la condición de contorno de Half-Sommerfeld es inexacta y esta solución debe usarse con cuidado.
En el caso de la ecuación de Reynolds 1-D, hay varias soluciones analíticas o semianalíticas disponibles. En 1916, Martin obtuvo una solución de forma cerrada para un espesor de película y presión mínimos para un cilindro rígido y geometría plana. Esta solución no es precisa para los casos en que la deformación elástica de las superficies contribuye considerablemente al espesor de la película. En 1949, Grubin obtuvo una solución aproximada para el llamado problema de contacto de la línea de lubricación elastohidrodinámica (EHL), donde combinó tanto la deformación elástica como el flujo hidrodinámico del lubricante. En esta solución se supuso que el perfil de presión sigue la solución de Hertz. Por lo tanto, el modelo es preciso con cargas altas, cuando la presión hidrodinámica tiende a estar cerca de la presión de contacto de Hertz.

## Aplicaciones
La ecuación de Reynolds se usa para modelar la presión en muchas aplicaciones. Por ejemplo:
- Rodamientos de bolas
- Cojinetes de aire
- Cojinetes de deslizamiento
- Amortiguadores de película comprimible en turbinas de gas de aeronaves
- Articulaciones de cadera y rodilla humanas
- Contactos de engranajes lubricados

## Adaptaciones de la ecuación de Reynolds
En 1978, Patir y Cheng introdujeron un modelo de flujo promedio que modifica la ecuación de Reynolds para considerar los efectos de la rugosidad superficial en contactos parcialmente lubricados.